# Кльватка-Шляхецька
Кльватка-Шляхецька (пол. Klwatka Szlachecka) — село в Польщі, у гміні Єдлінськ Радомського повіту Мазовецького воєводства.
Населення — 536 осіб (2011).
У 1975-1998 роках село належало до Радомського воєводства.

## Демографія
Демографічна структура станом на 31 березня 2011 року:
|          | Загалом | Допрацездатний вік | Працездатний вік | Постпрацездатний вік |
| -------- | ------- | ------------------ | ---------------- | -------------------- |
| Чоловіки | 275     | 76                 | 180              | 19                   |
| Жінки    | 261     | 69                 | 150              | 42                   |
| Разом    | 536     | 145                | 330              | 61                   |